# Сръбска Куча
Сръбска Куча или Сръпска Куча (на сръбски: Српска Кућа или Srpska Kuća) е село в Югоизточна Сърбия, Пчински окръг, община Буяновац.

## История
В края на XIX век Кралева куча е село в Прешевска кааза на Османската империя. Според статистиката на Васил Кънчов от 1900 г. Кралева кюкя е населявано от 230 жители българи християни. Според патриаршеския митрополит Фирмилиан в 1902 година в Кралева куча има 30 сръбски патриаршистки къщи.
В 1906 година е издигнат храмът „Свети Йоан Богослов“.
В 1945 година комунистическият режим прекръщава селото от Кралева Куча на Сръбска Куча.
Според преброяването на населението от 2002 г. селото има 284 жители.
- сърби – 283 жители
- неизвестно – 1 жител